# Будинок губернатора (Мінськ)
Будинок губернатора або будівля єзуїтської школи — будинок у Мінську на площі Свободи, 7. Входив до комплексу Мінського єзуїтського колегіуму. Нині в будівлі розташований Республіканський музичний коледж.

## Історія

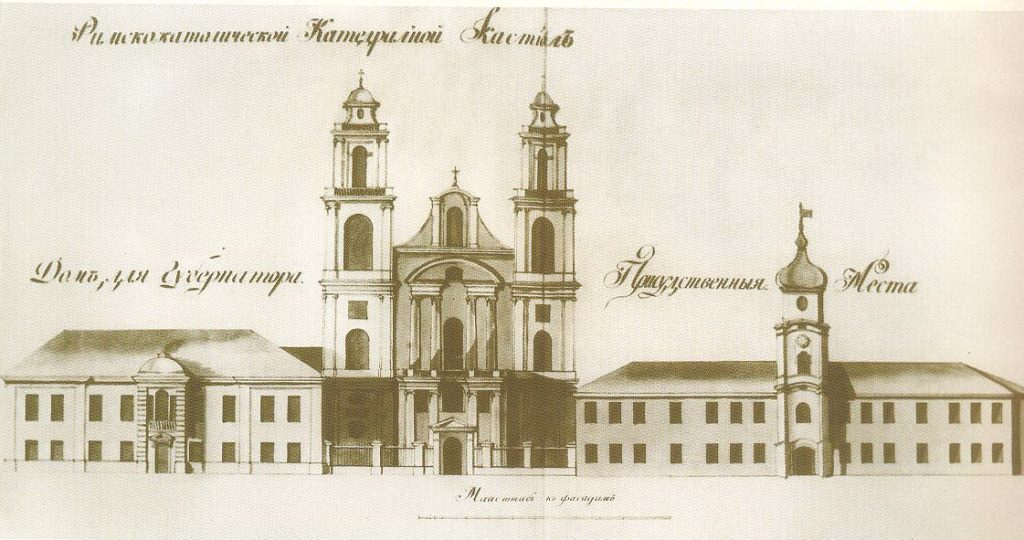
Креслення комплексу єзуїтського колегіуму наприкінці XVIII ст. Будинок губернатора зліва

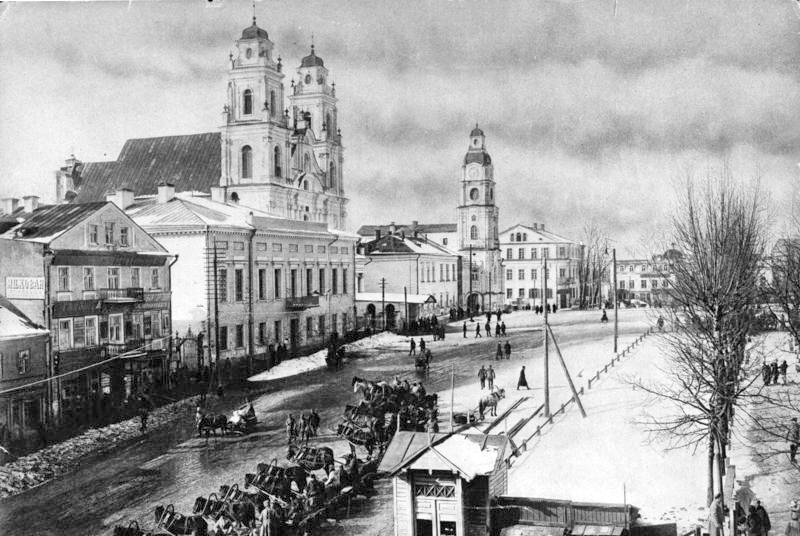
Комплекс єзуїтського колегіуму у 1914

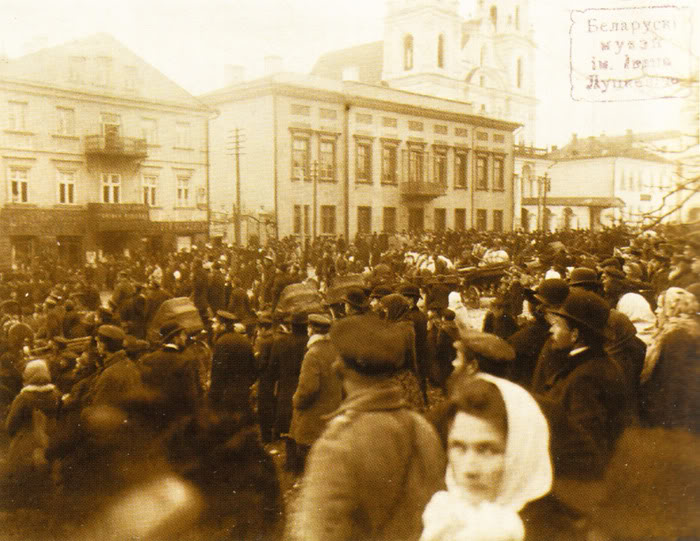
Мітинг перед будинком губернатора, 1905 (Курлівський розстріл)

Побудований у 1699 (за іншими даними, у 1769—1770-ті) як єзуїтська школа у складі комплексу Мінського єзуїтського колегіуму. Під час Північної війни (1700–1721) тут зупинялися Петро I, український гетьман Іван Мазепа, шведський король Карл XII.
У 1770 реконструйований — вхід до нього позначений квадратною в плані вежею з куполом.
З 1773, після заборони ордена єзуїтів, у будівлі розташувалася світська шестирічна школа. Після перебудови школи у стилі класицизм за проектом Ф. Крамера, у 1799—1917 — будинок губернатора. При перебудові будівля втратила архітектурний декор XVIII ст., у тому числі башту з куполом.
У 1799—1917 — будинок губернатора Мінської губернії. Під час війни 1812 року тут зупинявся французький маршал Луї Ніколя Даву.
У 1821—1822 в його бібліотеці був декабрист М. М. Муравйов, який написав у Мінську перший варіант майбутньої конституції Російської держави («Північна правда»).
Вночі 28 червня 1905 до губернаторського будинку було кинуто бомбу, постраждали козак та городовий.
З 1910 тут тимчасово розташовувалася губернаторська канцелярія та губернська присутність із забезпечення православного духовенства.
У 1914 на другому поверсі відкрився військовий шпиталь, який очолював старший лікар С. М. Урванцов. 22 жовтня того ж року госпіталь відвідав Микола II, він роздавав пораненим Георгіївські хрести.

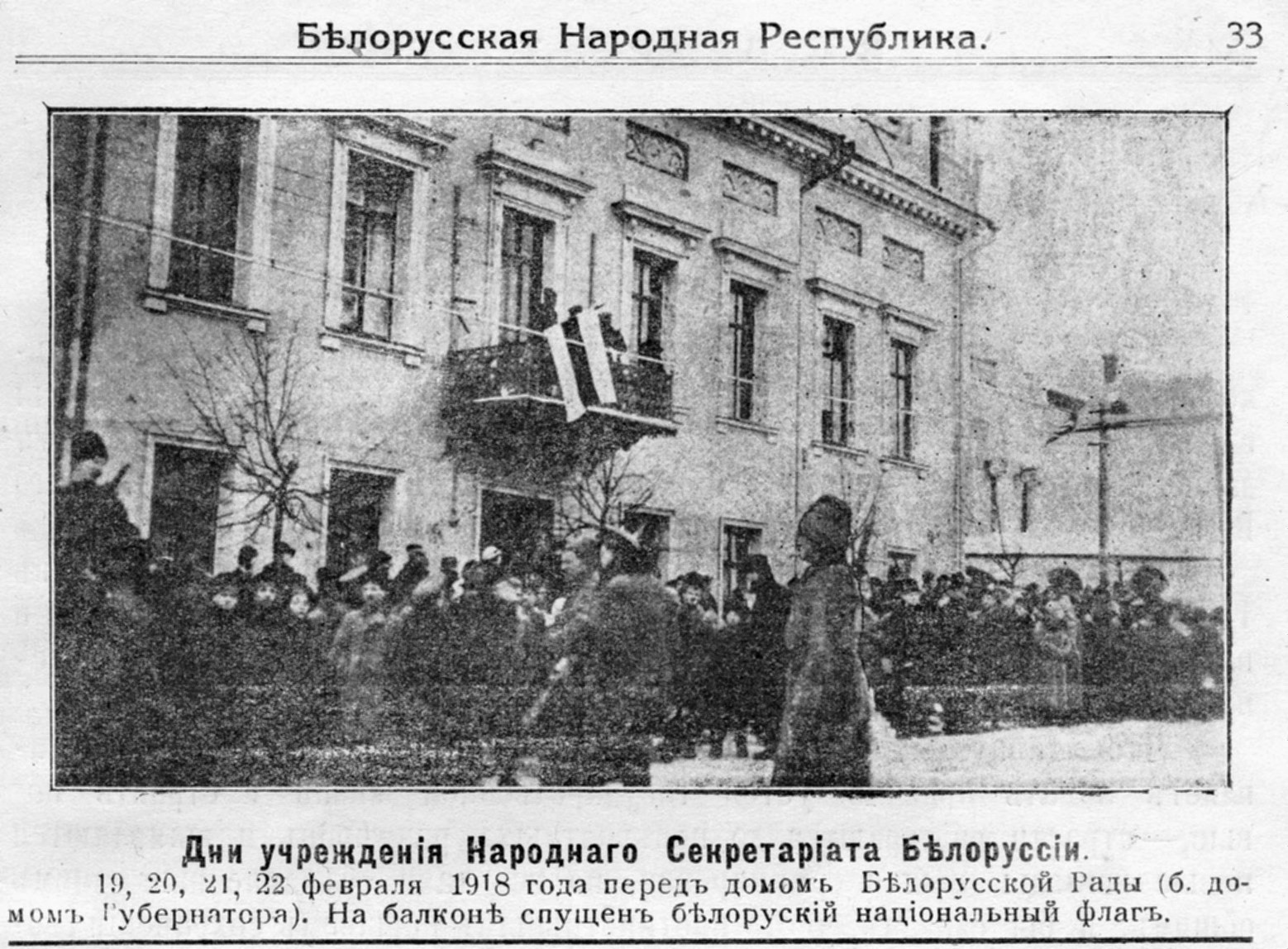
Білоруський прапор на Будинку губернатора 19—22 лютого 1918

З 20 лютого 1918 в будівлі розташовувався Народний секретаріат БНР на чолі з Йосипом Воронком. Тут прийнята Перша Уставна грамота БНР. 25 лютого німецькі солдати зняли з будівлі білоруський прапор та вилучили кошти. Німецька адміністрація забрала будівлю на потреби своєї музичної військової команди.
Після Жовтневої революції у будівлі в січні 1919 розташовувався Тимчасовий робітничо-селянський радянський уряд Білорусі на чолі з Дмитром Жилуновичем.
З лютого 1919 до 1933 — 1-й Будинок Рад, де знаходилися Президія ЦВК БРСР, Раднарком та інші державні установи БРСР, після Другої світової війни — музична школа.
У 1968 зроблено останню значну перебудову за проектом архітектора І. Левіна: зроблено прибудову з боку дворового фасаду та надбудову верхнього поверху, перероблено фасади.

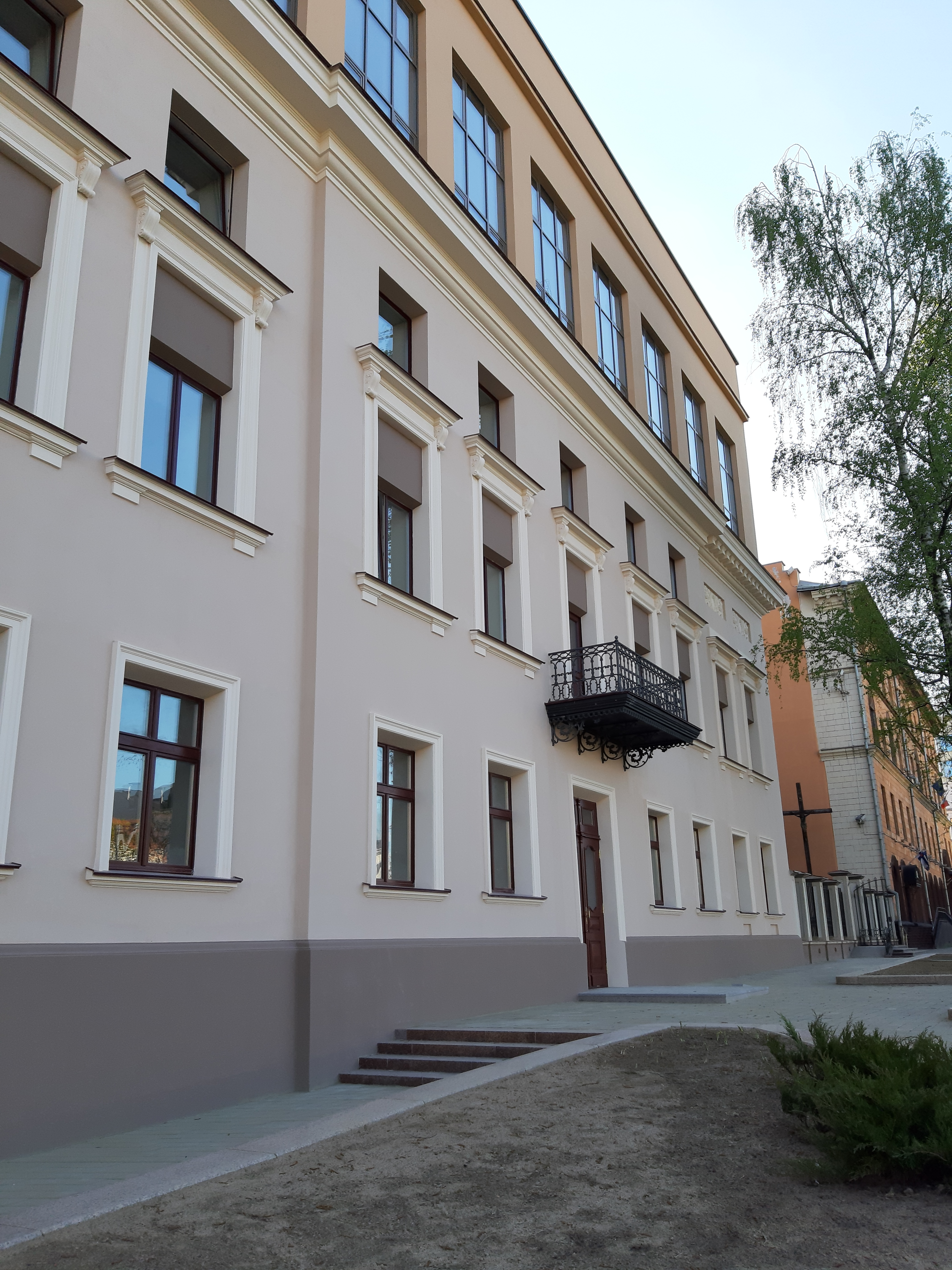
Фасад після реставрації 2019—2020

Влітку 2019 розпочалася реконструкція з реставрацією будівлі, яка передбачає відновлення головного фасаду у вигляді, близькому до історичного, із збереженням радянської надбудови. 2 серпня 2020 будинок відкрився після реставрації.

## Архітектура
Спочатку будівля була прямокутною в плані, двоповерховою, накритою вальмовим дахом спорудою. Його головний фасад був виділений квадратною в плані вежею, завершеною куполом.
У наш час перебудований до невпізнання. Зараз ця чотириповерхова будівля, головний фасад вирішений площинно, позбавлений декору, членований прямокутними віконними отворами, на верхньому поверсі значно більшими за величиною. Вхід оформлений строгим порталом.